# 大倉忠義
大倉 忠義（おおくら ただよし、1985年〈昭和60年〉5月16日 - ）は、日本の歌手、ドラマー、俳優。SUPER EIGHTのメンバーであり、主にドラムを担当している。
大阪府東大阪市出身。STARTO ENTERTAINMENT所属。自身が設立した会社J-pop Legacy（ジェーポップ レガシー）の代表取締役社長。

## 来歴
- 小学4年生の時に、当時好きだった女子がV6（当時）の森田剛のファンだったことをきっかけに芸能界に興味をもつようになり、従姉の薦めでジャニーズ事務所に履歴書を送付[4][12]。しかし、約2年間連絡が無かったため諦めていたが、小学6年生の時にオーディションの通知が届き、1997年9月6日[13]にオーディションを受け合格を果たした[4][12]。その時のオーディションには丸山隆平（2回目[注 2]）や安田章大や錦戸亮も参加していた[14]。
- その後、関西ジャニーズJr.として活動し、1998年6月からは丸山・安田・錦戸らと共に結成したB.I.G. WEST[15]やM.A.O.[16]のメンバーとしても活動した。しかし、仕事が少ない期間が多く、長い下積み時代を過ごした。
- 2000年9月、日本テレビ系オムニバスドラマ『怖い日曜日〜2000〜』でドラマ初出演[17]。
- 2002年、安田や丸山からの推薦でバンド形式のグループ・V.WESTのドラム担当として大倉に声がかかり、未経験ながら約1か月の猛特訓の末にドラムを習得し、V.WESTのメンバーに加入[18][19]。同年12月18日に『J³ KANSAI』（関西テレビ）の新メンバーとして加入し、同時に番組に出演していた関西ジャニーズJr.のメンバーで関ジャニ8（後の関ジャニ∞）を結成し[18][19]、2004年に関ジャニ∞としてシングル『浪花いろは節』でCDデビュー[20]。
- 2006年3月、TBS系スペシャルドラマ『シンデレラになりたい!』でテレビドラマ初主演[21]。
- 同年8月・9月、東京国際フォーラムで渋谷すばるとのツーマンライブ『渋谷すばる with 大倉BAND』を開催[22]。
- 2007年10月期、TBS系金曜ドラマ『歌姫』で連続ドラマ初出演[23][24]。
- 2008年、自身初のソロライブ『大倉忠義 コンサート 2008』を開催[25]。
- 2009年1月期、朝日放送・テレビ朝日系ドラマ『必殺仕事人2009』に出演[26]。共演の東山紀之・松岡昌宏とともにThe SHIGOTONINを結成し、同作の主題歌を収録したシングル『鏡花水月』を発売した[27]。
- 同年10月期、NHK総合ドラマ8『ROMES/空港防御システム』で連続ドラマ初主演[28]。
- 2010年10月、松竹・アスミック・エース配給映画『大奥』で映画初出演[29]。
- 2013年6月、ショウゲート配給映画『100回泣くこと』で映画単独初主演[30]。
- 2014年1月期、TBS系木曜ドラマ劇場『Dr.DMAT』で民放の連続ドラマ初主演[31]。
- 2015年1月、テレビ朝日系『関ジャニの仕分け∞』内の企画でメンバーの横山裕と共に2014年11月に受験していた高等学校卒業程度認定試験に合格[32]。
- 同年4月より、『オールナイトニッポンサタデースペシャル』枠で、シンガーソングライターの高橋優と共にニッポン放送『オールナイトニッポンサタデースペシャル 大倉くんと高橋くん』のWパーソナリティを2020年3月まで約5年間担当[33][34][35]。
- 2016年1月17日、腸閉塞のため、関ジャニ∞のライブツアー『関ジャニ∞の元気が出るLIVE!!』の千秋楽である大阪・京セラドーム大阪公演を休演[36]。同年1月20日に仕事復帰を発表[37]。
- 2017年、舞台『蜘蛛女のキス』で舞台単独初主演[38]。
- 2018年10月、自身の後輩にあたる関西ジャニーズJr.のワンマンライブ『関西ジャニーズ Jr. LIVE 2018 Fall in LOVE〜秋に関ジュに恋しちゃいなよ〜』のライブ構成や演出をメンバーの横山と共に担当[39]。以降、関西ジャニーズJr.の演出およびプロデュースなどを担当している[40]。
- 2021年11月、自身がプロデュースを務める男性アイドルグループ・なにわ男子がCDデビュー[41]。関ジャニ∞のメンバーがプロデュースを務めるグループがCDデビューするのは初である。
- 同年9月22日、公式Twitterアカウントを開設[42][注 3]。関ジャニ∞の自主レーベル『INFINITY RECORDS』のTwitterアカウントやグループのInstagramアカウントは開設されていたが、メンバー個人がSNSを開設するのはグループ初である[42]。
- 2022年4月29日、「右低音障害型難聴」と「両側耳鳴り」のため、一定期間の活動休止を発表[43][44]。その後、同年6月17日に活動再開を発表[45][46]。
- 2024年2月、所属する関ジャニ∞のグループ名が「SUPER EIGHT」に変更された[7]。
- 2024年7月、約16年ぶりとなるソロイベント『Tadayoshi Ohkura 39 party Go green』を開催[47]。
- 同年7月29日、新会社『J-pop Legacy』（ジェーポップ レガシー）を設立し、代表取締役社長に就任[11][48]。なお、タレントとしての個人活動およびSUPER EIGHTのメンバーとしての活動時は引き続きSTARTO ENTERTAINMENTに所属する[11][48]。

## 人物

### 本人
「忠義（ただよし）」という名前は、「忠義を尽くす男になるように」という意味が込められている。なお、曽祖父から父まで名前に「忠」という字が入っていたため、大倉の名前を決める際にも「忠」という字を入れることは決まっていたという。
愛称は「たっちょん」。自身が中学2年生の時に、安田の友人から「忠義（ただよし）って呼びにくい」という理由から付けられた。なお、メンバーの村上信五からは「たつくん」と呼ばれることがある。
幼少期は体が弱く、幼稚園の時に扁桃腺を切ったことがある。

### 家族
3人兄弟の長男。1歳下と5歳下の弟がいる。
父は居酒屋チェーン『鳥貴族』の創業者で、鳥貴族グループを運営する株式会社エターナルホスピタリティグループの代表取締役社長である大倉忠司。小遣いはジャニーズJr.になった当初から貰わず、新聞配達のほか、父に「地元のコンビニで一番安い時給を調べて来い」と言われ、同じ金額で父の事務所の顧客登録のアルバイトをしていた。なお父は「息子たちには家業（鳥貴族）を継がせない」と発言している。2025年には鳥貴族の創業40周年を記念し、大倉が監修したメニューを鳥貴族で販売するなどのコラボレーションを行い、これに伴い開かれた会見にて、大倉と父・忠司がイベントでの初共演を果たした。
2025年2月24日に一般女性と結婚したことを所属事務所を通じて発表。同時に相手女性が妊娠していることも発表した。SUPER EIGHTの現役メンバーでは初、歴代メンバーでは渋谷に続き2人目の既婚者となった。

### 交友関係
シンガーソングライターの高橋優とは、2011年に開催された高橋の全国ツアーの千秋楽に安田と共に観に行ったことから交流が始まった。後述の共演前からプライベートで交流があり、互いのライブに足を運び合うほど親交があったという。その後、2014年には関ジャニ∞（後のSUPER EIGHT）として高橋から「象」を楽曲提供され、2015年から2020年にかけて高橋と共にラジオ番組『オールナイトニッポンサタデースペシャル 大倉くんと高橋くん』（ニッポン放送）のパーソナリティを約5年間務めた。また、あまり自宅に人を入れないという高橋が唯一大倉だけを招待したり、高橋の地元・秋田県の実家に大倉を招き入れるなどの交流がある。さらに、2025年に大倉が結婚を発表した際にも、高橋が文面でのメッセージと共に、大倉がCMキャラクターを務める『ジョブカン』の広告トラックの動画を投稿し、大倉を祝福した。
女優の大竹しのぶとは、高橋優をきっかけに知り合い、大竹のことを「しのぶちゃん」と呼ぶほどの仲だという。大竹は大倉のことを「凄く話しやすいし、なんだか正直になれる人」と語っており、よく食事に行っているといい、大倉が初主演を務めた舞台『蜘蛛女のキス』の上演時には、大竹が楽屋暖簾を大倉にプレゼントした。また、大竹とは「いつか一緒に共演したい」と話していたが、2021年の舞台『夜への長い旅路』で演技作品初共演を果たした。その際に、大竹との共演に喜び戯曲の中身を見ずに即答で出演を承諾したため、同作の内容を改めて確認したところハードな内容で驚いたという。なお、大竹の娘・IMARUとも親交がある。
このほか、EXILEのNESMITHや嵐の松本潤らとも交流があり、『大倉くんと高橋くん』で大倉の誕生日企画を行った際に、大竹やNESMITHや松本、グループとして交流のある東京スカパラダイスオーケストラの谷中敦など、大倉に縁のある人物から寄せ書きが入ったギターが高橋からプレゼントされていた。

### 音楽活動
初めて買ったCDは、安室奈美恵の『CAN YOU CELEBRATE?』。
影響を受けた楽曲は、尾崎豊の「卒業」。
尊敬しているドラマーはレッド・ホット・チリ・ペッパーズのチャド・スミスとRIZEの金子ノブアキとX JAPANのYOSHIKI。YOSHIKIとは関ジャニ∞の冠番組『関ジャム 完全燃SHOW』（テレビ朝日系列）でX JAPANの「Forever Love」をセッションしており、番組内でドラム演奏の指南を受けている。

#### ドラムとの出会い、V.WEST・関ジャニ∞への加入
タッキー&翼とジャニーズJr.のライブの際に、当時V.WESTでドラムを担当していたメンバーが「辞めたい」と丸山や安田に相談しており、その場に大倉も偶然居合わせたという。そこで丸山と安田は引き止めるために励ましの言葉をかけていたというが、大倉は「こんなに沢山頑張っているJr.がおる中でバンドやらせてもらってるなんて、凄い恵まれているのに」という気持ちになり、当時の大倉は「俺はこんな中途半端なやつに負けたらあかん」と考えていたという。
後の関ジャニ∞のメンバーが全員出演していた2002年の舞台『ANOTHER』の数か月後、当時社長だったジャニー喜多川から「安田や丸山が、『大倉がリズム感あるから出来るんじゃないか』って言ってるんだけど」とV.WESTのドラム担当に誘われ、練習の猶予が次のライブのリハーサルまでの約1か月しか無かったが、「最後のチャンスや」と決意し、未経験ながらドラムを始めた。この際に「今度は俺がその恵まれたチャンスを貰った」「これはとにかく一生懸命やらなあかん！」と思ったという。
高校生の時にギターの経験はあったものの、ドラムは全くの未経験だったため、一番最初だけドラムの先生からスネアドラムやフロアタムなどの名称や基本的な叩き方だけを教わり、それ以外は家で本を叩くなど独学で習得していった。また、本を叩いても正しい音が出ているか判断が出来ないため、スタジオでの練習時間でひたすら集中し、その感覚を覚えて家での練習を続けたという。
事務所からは大倉が1か月でドラムを習得出来なかった場合は「東京からドラムが出来るメンバーを連れてきてツインドラム体制にする」と言われていたものの、渋谷から「チャンスやで。お前が努力して、『大倉1人で十分や』ってなったら、お前の勝ちやで」と励まされたことが大きな心の支えになっていたという。
渋谷や安田らの協力のもと、約1か月の猛特訓の末、前述のリハーサル当日にドラムをジャニーと振付師の前で演奏すると、振付師からは「大倉で行こう！東京の子、呼ばなくて良いよ！」、ジャニーからは「ユーだけで大丈夫」と両者から認められ、V.WESTへの加入が決定し、その後同年12月18日にV.WESTが出演していた『J³ KANSAI』（関西テレビ）の新メンバーとして加入と同時に関ジャニ8（後の関ジャニ∞）を結成。翌19日の関ジャニ8結成後初ライブ『関ジャニ8 X'masパーティー2002』で、ドラマーおよび関ジャニ8として初ステージを飾った。
ドラマーとして意識が変わった出来事として、2010年に『ミュージックステーション』（テレビ朝日系列）に出演し、7人でのバンドスタイルを地上波で初披露したことを挙げている。その時に演奏した「LIFE〜目の前の向こうへ〜」の間奏で、大倉が演奏を間違えたためにバンド全体のグルーヴが悪くなり、関ジャニ∞の演奏技術に疑問を持たれてしまい、その時の悔しさから「このままじゃダメだ」「違和感を持たれないくらいにはなりたい」と考えるようになったという。
後のインタビューでは、ドラムを始めたことでバンドが好きになり、積極的に音楽を聴くようになったと語っている。

#### 使用器材
- スネアドラム
  - Ludwig『LM402 14"』[72]
  - Orange County Drum & Percussion『14"』[72]
    - 同器には「TADAYOSHI」と自身の名前が印字されている[72]。

  - Pearl『14"×6" Shane Gaalaas Signature』[73]
- ピッコロスネア
  - Orange County Drum & Percussion『13"』[72]
- マーチングスネア
  - YAMAHA『MS-9213 13"』[72]
- タム
  - Orange County Drum & Percussion『12"』[72]
  - Pearl『10"×8"』[73]
  - Pearl『12"×9"』[73]
- フロアタム
  - Orange County Drum & Percussion『16"』[72]
  - Pearl『16"×14"』[73]
  - Pearl『18"×16"』[73]
- バスドラム
  - Orange County Drum & Percussion『22"』[72]
  - Pearl『22"×18"』[73]
- ハイハットシンバル
  - SABIAN『Hi-Hat 14"』[72]
- クラッシュシンバル
  - SABIAN『VAULT V-Crash 18"』[72]
  - SABIAN『AXX Stage Crash 18"』[72]
- ライドシンバル
  - SABIAN『AXX Stage Ride 20"』[72]
- チャイナシンバル
  - SABIAN『AXX Chinese 18"』[72]
- スプラッシュシンバル
  - SABIAN『AXX Splash 10"』[72]
- ペダル
  - DW『DW-9000』[72]
  - Pearl『Demon Direct Drive Bass Drum Twin Pedal』[73]
- ドラムスローン
  - Pearl『Roadster D-2000BR』[72]
- ドラムスティック
  - Vater『Power 5A』[72]

### 俳優活動
大倉の演技には定評があり、自身が主演を務めた映画『窮鼠はチーズの夢を見る』の監督である行定勲は、大倉の演技について「どんな俳優でも自分の気持ちや要求を優先する中で、それを全く出さない」ところを賞賛しており、行定が「ここもうちょっとこうできるかな？」と指示を出すと、大倉は「はい、やってみます」と答え、演技の強弱を含めその変化を結果として出せているという。
しかし、活動初期は演技の表現に対して苦手意識があったといいう。2004年の舞台『DREAM BOY』に出演した際に、大倉がステージでセリフを喋ると目の前の観客に笑われたといい、この悔しさから「もっと出来るようになりたい」と考えるようになったという。
『必殺仕事人』シリーズ（朝日放送・テレビ朝日）で共演した藤田まことのことをとても尊敬しており、大倉がクランクインの時に、藤田がモニターで大倉の演技を見て「大したもんや」「君の良いところはカメラの向こうに客の顔が見えているところだ」と褒められたという。大倉は藤田の言葉を「演技をするのに技術は当然必要だが、一番大事なのはお客さんのことを考えられているかどうか」だと捉え、俳優活動をする上で忘れられない言葉であると語っている。また、『必殺仕事人2009』（同）で自身が演じた「からくり屋の源太」が殉職する展開になった際に、大倉は「きっと僕の演技が至らないからだ」と悔しくて誰にも相談できなかったほど自分を責めていたが、大倉の居ないところで藤田が「大倉くんを殺すなら俺を降ろせ。これじゃ育つものも育たないだろ」と自らプロデューサーに直談判していたことを知り、「もっと努力しなきゃいけない」と決意したという。同作の最後に藤田に御礼の手紙を渡した際に、藤田から「これからも縁を作って、芝居を続けてくれよ」という言葉を貰い、この言葉はその後も大倉の胸に残っているといい、「あの言葉がなかったら今こうしてお芝居の仕事を続けられている自信もなかったし、あの言葉があったから俺は今も芝居を続けなくてはいけないと思っている」と語っている。
ジャニーズ事務所主導ではない舞台作品に初出演にして舞台単独初主演を果たした2017年の舞台『蜘蛛女のキス』は、会社から「ちゃんと芝居に向き合った方が良いのでは」というアドバイスと共に大倉にオファーした作品だという。また、同作でストレートプレイに初挑戦だったこともあり、同作の演出を務めた鈴木裕美と共演の渡辺いっけいが大倉に「舞台を嫌いにさせたくない」という気持ちが強かったという。2017年当時、大倉は一度も演技指導を受けたことが無かったが、鈴木の指導を受けたことで「役を理解することって、演じることって、こういうことなんだ」と感じたといい、大倉はこの時間を「宝物」だと語っている。後に大倉は同作を「本格的にお芝居に向き合った作品」と語っている。また、自身と親交のある女優の大竹しのぶは同作を観劇した際に、大倉の演技について「役者として凄く素敵だな」と感じたという。
演技作品のオファーは、「声を掛けてくれたその気持ちに全て応えたい」との考えから、スケジュールの都合がつかないこと以外では出来るだけオファーは受けることにしているという。そのため、大倉側から「何かをやりたい、やりたくない」という視点では選ばないという。

### 趣味・嗜好
空手の習い事をしていた。
小学生の時はミニバスケットボールのクラブに所属していた。
中学生の時は1週間だけ軟式テニスのクラブに所属していた。
モンスターハンターシリーズの大ファンで横山や渋谷とツアー先のホテルでよくプレイしていたといい、シリーズのアニメ化作品『モンスターハンター ストーリーズ RIDE ON』（フジテレビ系列）の主題歌「パノラマ」を関ジャニ∞として担当した。
中学生の時からゆずのファンである。ゆずの楽曲のコードがギター初心者にとって弾きやすいフレーズが多かったこともあり、ギターを始めた時もゆずの曲ばかり聴いていたという。
尾崎豊のファンであり、学生時代は同級生と一緒に尾崎の楽曲ばかり歌っていたという。一番好きな曲は一つに決められないというが、一番印象に残っている曲は「シェリー」で、歌唱映像を観た際に途中でセリフを言いながら涙するパフォーマンスに胸を打たれたという。
2019年頃までは、音楽に関しては自分の嗜好を遮断し、好きな音楽のジャンルなどを追いかけることはしておらず、ヒットチャートの楽曲を聴く程度だったという。これは、グループのアルバムに収録する楽曲を選定する時に、自分の好みを無意識でも優先してしまうと大衆性を失ってしまうと考えたからである。しかし、関ジャニ∞の冠番組『関ジャム 完全燃SHOW』（テレビ朝日系列）でボイストレーニングの先生に出会い、「別に好みを追いかけても大丈夫ではないか？」と思えるようになったという。そのため、大倉は「前よりも音楽に対して自由になれている」「音楽が楽しくなっている」と語っている。

### 下積み時代
ジャニーズ事務所への入所後、初めて呼ばれた仕事はKinKi Kidsの堂本剛の番組のオーディションだったという。その番組に出演するために強く柔軟をしすぎたために腰を痛めてしまい、以降のレッスンに遅れをとってしまったものの、当時社長だったジャニー喜多川から「ユーがいないと全然空気が違うよ。早く治して、もっともっと頑張って」と言われるなど期待されていたという。その後、初めてのステージでは、関西ジャニーズJr.の先輩のバックで「ブルドッグ」を踊った。そのステージには丸山と錦戸もいた。
しかし、Jr.時代の大倉は他の人より歯が少し出ており、周りからそれをいじられることに対してコンプレックスを抱いていたため、段々笑顔で踊れなくなっていき、ジャニーから「良くなくなった」と言われるほどに仕事が無くなっていったという。その時期に同期がテレビに出演するのを見たり、後輩のバックで踊ることが悔しかったという。また、中学生の時に5歳下の弟からは「兄ちゃん（芸能活動は）もう無理やろ」と言われたり、学校の先輩からもなかなかテレビ番組に出演出来ないことを馬鹿にされたり悔しい思いをしたというが、活動を辞めることは考えずに「頑張って見返したい」と思っていたという。辞めようと思わなかった理由として、数少ない自分へのファンレターから「応援してくれる人がいるのに、こんな中途半端で終わるのは悔しい」と感じたからだと語っている。
その後、一時的に状況は好転していき、1998年6月には丸山・安田・錦戸らと共にB.I.G. WESTを結成し、嵐らのバックで活動をしていた。その頃に、一度ジャニーから「バンドをやって欲しい」と誘いがあったものの、「俺がやりたかったのはバンドじゃない」との考えから断った。すると、再び仕事が減り始めてしまった。この時期について大倉は「プライドを持つ場所を間違うな」「中途半端な位置におるやつほど、変なプライド、邪魔になるようなプライドを持っている」「本当にプライドを持つべき場所はそこじゃない。チャンスは何度もあるわけじゃないから」と分析している。
高校生になってからも仕事は少なく、新聞配達や父が社長を務める『鳥貴族』の事務所の顧客登録のアルバイトをしていた。この時期で一番悔しかったこととして「同期の丸山や安田が所属していたV.WESTのバックダンサーとして踊ったこと」を挙げている。大倉は「ヤキモチを焼くとか悔しいとか、そんなことを思える位置にも自分が立てていなかった」「全く土俵が違うくらいの差があった」と語っている。
自身の転機として、2002年に後の関ジャニ∞のメンバー8人が全員出演した舞台『ANOTHER』を挙げている。しかし、他のメンバーと異なり、自身は個人の役名が無い「島の男」という役であり、唯一のセリフが「この島から出て行け！」の一言だった。この『ANOTHER』が終わった後にジャニーが「島の男で、右の岩の上に座っていたの誰？」とキャストに聞いたという。その時、ジャニーが指している人物が自分であるという確信が無かった上に、当時の大倉は内向的で自分からアピールすることを苦手としていたが、前述したように2回もチャンスを棒に振ったことを悔やんでいたことから「次のチャンスをふいにしたら終わりやな」と考え、「僕かもしれません」と手を挙げ、初めて自分をアピールしたという。

その後、V.WESTのドラム担当として大倉に声がかかり、「最後のチャンスや」と思い、未経験ながら約1か月の猛特訓の末にドラムを習得し、V.WESTのメンバーに加入。更に2002年12月18日に『J³ KANSAI』（関西テレビ）の新メンバーとして加入し、同時に関ジャニ8を結成。関ジャニ8のメンバーとしての活動を始めた。
関ジャニ8結成後初ステージとなった『関ジャニ8 X'masパーティー2002』では、自身が関ジャニ8として初めてのステージであり、客前でドラムを演奏することも初めてだったことや、MCで自分に話が振られないかなど、様々な点で頭を使い、とても緊張したという。
しかし、グループ名はついていない状態だったものの、大倉の加入以前から『J³ KANSAI』など大倉以外の7人で活動することが多かったため、加入当初は関ジャニ∞のファンでさえも大倉への興味が薄いことが多く、最初のテレビ収録の際にメンバーが「今日から大倉が入ったから、みんな何か質問ある？」と客席に問いかけたものの、1人や2人ほどしか手が挙がらなかったという。しかし、メンバーは「頑張らなアカンで」と励ましの言葉を掛けたという。更に、関ジャニ8結成後初となる2003年の舞台『DOUTON BOYS』のメンバーが登場する場面で、他の7人が登場する時までは拍手で湧いていた会場が、大倉の登場で一気に静まり返ってしまったといい、そこから「とにかく1人でもお客さんに見てもらえるようにならなくちゃ」と自分のキャラについて真剣に考えるようになったという。しかし、どんなに模索しても自分のキャラが見つからなかったといい、その時に活動初期からのファンから「私は大倉くんは大倉くんのままで良いと思います」という内容の手紙を貰い、「俺は俺でええんや」と気付いたという。この時期に渋谷から言われた「この関ジャニ∞でチャンスを掴むか掴まへんかで、人生変わるぞ」という言葉がとても響いたという。
その後、これらの大倉の努力が実を結び、大阪松竹座の裏側で行っていたファンレターの受け取りの数が年を追うごとに増えていき、「自分のやっていることは間違っていないんだ」と自信がついたという。
この下積み時代に学んだこととして「諦めないこと」を挙げている。高校生の時に前述の通り仕事があまり無かったことから、母親から「そろそろ将来のことを考えや」と言われ、大倉も反論したことで言い合いになったことがあったが、その際に父親が「頑張り続けろ。絶対諦めるな。夢は諦めなかったら、絶対叶うから」と言ったという。大倉はこの言葉に影響を受けており、「僕の中で、ずっと親父がヒーロー」「いつか、僕も息子ができたら『諦めるな』って言ってあげたい」と語っている。

### 太鼓の達人
関ジャニ∞のバラエティ番組『関ジャニの仕分け∞』（テレビ朝日系列）内でアーケードゲーム『太鼓の達人』を使用したリズム感対決にて、様々なバンドのドラマーや芸能人に勝利したことでその腕前が大きな話題を呼んだ。
企画開始当初は「最強アーティスト軍団にリズム感対決で勝てるか仕分け」というタイトルでグループ全員がゲームにチャレンジしていたが、メンバーの中で大倉が特に高い得点を叩き出していたことから、毎回ゲストが大倉に挑戦していく企画に変更された。
各界にも視聴者は多く、大倉が主演を務めた映画『100回泣くこと』の監督を務めた廣木隆一は、大倉の第一印象が「関ジャニ∞の太鼓の達人の人」だったという。なお、同映画で共演した女優の桐谷美玲も同企画で大倉と対決しており、大倉が勝利している。
2013年には東京・六本木のテレビ朝日本社1階アトリウムにて、大倉が番組内で着用している衣装の展示と併せ、イベント用に曲目が追加された『太鼓の達人』を無料開放するイベントが開催された。
2015年の番組最終回の最後の企画として放送された際には、「おに」レベルでフルコンボを叩き出し、番組歴代最高得点となる98万5170点を記録した。
2022年には関ジャニ∞としてNintendo Switch版の『太鼓の達人 ドンダフルフェスティバル』のCMに出演した。

### 演出・プロデュース活動
関ジャニ∞が8周年（2012年）の頃から基本的に大倉がグループのライブ演出を行っている。活動当初はメンバー全員でアイデア出しなどの演出を担当していたが、徐々に個々の意見が強くなり、様々なことを多数決で決めることが多くなっていったという。大倉的には多数決は「無責任」「票が多いこっち、ってなった時、責任を負う人が誰もいない」と考えていたため、「誰かが代表になって決めたものに対して肉付けをする方が効率的かな」と思い、演出を担当するようになったという。
2018年10月には自身の後輩にあたる関西ジャニーズJr.のワンマンライブ『関西ジャニーズ Jr. LIVE 2018 Fall in LOVE〜秋に関ジュに恋しちゃいなよ〜』のライブ構成や演出を横山と共に担当。以降、関西ジャニーズJr.の演出およびプロデュースなどを担当している。
プロデュースをすることになった経緯として、ジャニーの代わりに関西ジャニーズJr.を偶然見る機会があり、そこで「才能ある子がいっぱいいるな」と感じ、大倉は「ジャニーさんがやってきたことをちゃんとした形で受け継いでいけるのは、やっぱり直接教えてもらったタレント」と考えていたため、当時社長だったジャニー喜多川に「やらせてください」と直接志願したという。大倉や横山が後輩のプロデュースに参加したことでジャニーとの会話が増え、後輩をプロデュースすることをとても喜んでいたことが大倉にとっても嬉しかったという。
2021年1月発売雑誌のインタビュー時点では、関西ジャニーズJr.の履歴書やオーディションを大倉が立ち会える範囲で見ているという。しかし、「誰を合格させるか」までは決めていないという。
後輩との距離感について、最初は「話しやすい環境や間柄」の方が良いと考えていたというが、近過ぎるが故に感情が入り見えないところが出てくるため、一定の距離感を保ち、自分たちで考えさせることを意識しているという。自分たちで考えさせることについては、関ジャニ∞が自分たちで考えて行動してきたからこそ、活動の土台が強くなり、様々な失敗を経験出来たため、グループとして長く活動出来ていると大倉は分析している。そのため、「失敗しないように導く」ではなく、「失敗から自分たちで何を学べるか」という力を付けさせるように意識しているという。また、後輩の内情は知り過ぎるとフィルターがかかってしまうため、スタッフからの情報程度に留めておき、適正な目で後輩を見るようにしているという。
各グループの特色も「こういうグループ」というイメージを大倉が新しく付けることはせず、後輩自らが「どういうグループにしたいのか」「このメンバーでいると、どういうカラーが出るんだろう？」と考え出した時に、大倉が「こういう面が良いよね」「そこは良いところだよね」と導く程度に留めているといい、「お手伝いは出来るけど、君たちの人生、まだ道のない所にレールを敷くのは俺じゃないよ」という考え方だという。
後輩が考えてきたセットリストを確認し、「ここはちょっと長くなりそう」や「この流れは良くなさそう」というアドバイスをよくするという。これは、後輩の中には20代後半の人もおり、大倉が10代でデビューして10年間かけて経験してきたことを、20代後半でデビューして10年間かけていたらあまりにも遅すぎるため、関ジャニ∞がジャニーや振付師から言われていた「盛り上がらないところは、こう変えたら良い」ということを大倉が伝えたいと考えているからである。
後輩のライブをプロデュースしたことで「客観的に物事を考えられるようになった」「ライブに関わるそれぞれの分野の方とコミュニケーションをとる経験もできて、自分もまだまだだなと思った」といい、この経験を活かし、「関ジャニ∞の演出にも違う風を吹き込めたら」と語っている。また、客観性が磨かれたことで、ステージに立つ上で大事なものが「気持ち」であることを再認識したという。大倉曰く関ジャニ∞は「技術が追いつかなくても、気持ちを大事にただがむしゃらさでは負けないようにやってきた」というが、年齢を重ねるとそれが希薄になってくるため、それが間違いでなかったことを後輩へのプロデュース活動で確認できたことは大きかったという。更に、後輩をプロデュースしている時はスタッフとして動いているため、「ここまで細部にわたって、気付かないようなことまでやってくれているんだ」という裏側の人間の苦労を感謝と共に知れたという。
ライブや舞台のプロデュースだけでなく、関西ジャニーズJr.に自身が作詞した「My dreams」や「Can't stop」などの楽曲提供も行っている。
このような大倉のプロデューススキルは、嵐のライブ演出を担当している松本潤からも高く評価されており、関ジャニ∞のライブ演出については「ジャニーズのカテゴリーの中で、肩に力が入ってないラフさを感じる。大倉はそのラフさをすごく意識してると思う」、関西ジャニーズJr.での演出については「もっとコンパクトにテンポよく、それぞれのフォーマットに合わせて作ってる感じがする。実は細かいこともできるんだろうと思う」と評した。
2021年には自身がプロデュースを務めるグループとしては初めてなにわ男子がCDデビューを果たした。なお、なにわ男子についてはCDデビューにより関西ジャニーズJr.を卒業した後もプロデュースを続けている。

### 疾病

#### 腸閉塞
2016年1月17日、腸閉塞のため、関ジャニ∞のライブツアー『関ジャニ∞の元気が出るLIVE!!』の千秋楽である大阪・京セラドーム大阪公演を休演。大倉は公式サイトで「僕の体調管理の至らなさで動けなくなり、京セラドームの最終公演に立つことができませんでした」と報告し、「7人の姿を見るためにずっと楽しみにしてくれていたファンのみんなの気持ちを考えると申し訳ない気持ちでいっぱいです」「いくら謝っても謝り足りませんが、みんなの前に1日でも早く元気な姿をみせられるように努めさせていただきます」とファンへの謝罪と共に無念の思いを吐露した。
他のメンバーは「大倉抜きでの公演は出来ない」と一時はライブの公演中止も検討していたが、「とりあえず（ステージに）出て行って、ファンの皆さんに聞いてみよう」との意見で一致し、ファンに事情を説明した上で、ファンからも開催が受け入れられ、アドリブを加えながら大倉が不在であることをカバーし、無事に公演が実施された。
同年1月20日、前日の19日より「徐々に食事も取れるようになり、回復に向かっている」ことから、仕事復帰を発表。大倉は「迷惑をかけてしまったメンバー、関係者の皆さん、悲しい思いをさせてしまったファンの皆さんに自分の想いを返していけるよう、体調管理も万全に、新たな気持ちで頑張っていきたいと思います」と思いを綴った。
同年1月23日、自身がパーソナリティを務めるニッポン放送のラジオ番組『オールナイトニッポンサタデースペシャル 大倉くんと高橋くん』に生出演。同番組にて、17日の朝に激しい腹痛に襲われて病院に行ったところ、医師から「普通じゃないね。入院ですね」と言われ、「腸閉塞」と診断されたことを明かした。診断の際に、大倉は痛み止めを打ってツアーに強行出演することも考えたが、医師から「腸が破裂するかもしれない。医者の立場なので、絶対にYESとは言えない」とドクターストップがかかったという。

#### 新型コロナウイルス
2020年9月24日、新型コロナウイルス「COVID-19」への感染を公表。前日の23日にメンバーにPCR検査を実施したところ全員陰性だったが、保健所の指導に基づく濃厚接触者の特定により、丸山とマネージャー1名が濃厚接触者に該当した。感染時点で撮影中だった自身の主演ドラマ『知ってるワイフ』（フジテレビ系列）の共演者・スタッフ内にも濃厚接触者がおり、PCR検査の結果は全員陰性だったが、大倉が倦怠感を発症した同年9月20日から10日間の療養期間を目安に経過観察とされたため、ドラマの撮影は大倉の体調が回復するまでは中止となった。その後、同年10月12日より活動を再開した。

#### 難聴・耳鳴りによる活動休止
2022年4月29日、「右低音障害型難聴」と「両側耳鳴り」のため、一定期間の活動休止を発表。1年半程前から耳鳴りの症状が出始め、症状が出る日もあれば、しばらく出ない期間もあったため、定期的に通院しながら様子を見ていたが、2022年4月以降、症状が悪化したために医療機関を受診した結果、医師から「この症状は再発を繰り返すと悪化する恐れがあることから、一定期間休養すべき」との指導を受け、活動休止となった。また、同年7月開催の関ジャニ∞の野外ライブ『18祭』に「万全の状態で臨むために前向きに判断した結果」として、活動休止の決断を下した。大倉はファンクラブサイトにて症状の原因がストレスによるものだと明かしており、グループや個人の活動をはじめ、後輩のプロデュース業も務めているため、所属事務所も「その責任感の強さゆえ、本人の自覚以上に疲労が蓄積していたことは否めません」としている。
活動休止発表時のコメント以降、大倉自身による発信は無かったが、自身の37歳の誕生日である同年5月16日には、活動休止後初めて自身の公式Twitterで「みんな、ありがと。元気だよ」とツイートを投稿し、感謝と体調を報告した。
その後、約2か月の療養を経て、同年6月17日に活動再開を発表。前述の野外ライブ『18祭』のリハーサルから仕事復帰を果たした。所属事務所は、「耳への負担に配慮しながら穏やかに療養生活を送ることができました。その結果、症状も安定してまいりましたので、医師と協議し、関ジャニ∞メンバーやスタッフとの話し合いを経て、この度、活動を再開することといたしました」と活動再開の経緯を説明した。活動再開を受け、大倉は関ジャニ∞のファンクラブ会員に向け、「頑張りすぎないように身体と向き合いながらマイペースに働きます」とコメントした。しかし、完治に至るほどに十分な時間を確保することが出来なかったため、「以前に比べて不安は軽減されているものの、今後も症状と付き合いながら活動していく」としており、これらの状況を踏まえ、当面の活動は『18祭』のリハーサルを中心に行い、徐々に他の活動も再開させていくとした。
同年7月2日に放送された音楽特番『THE MUSIC DAY 2022』（日本テレビ系列）にて、活動再開後初のテレビ番組への出演を果たした。

## 所属グループ
※デビューしたグループのみ。
- SUPER EIGHT[注 1]（2002年 - ）[20]
- The SHIGOTONIN（2009年）[27]
- Twenty★Twenty（2020年）[118]
- STARTO for you（2024年）[119]
- KAMIGATA BOYZ（2024年）[120]

## 出演
- ドラマなどの主演作品は役名を太字で表記。
- テレビ・ラジオ番組は2024年現在レギュラー放送中または不定期で放送中の番組を太字で表記。

### ドラマ

#### テレビドラマ
- 怖い日曜日〜2000〜 第10回「記憶からの使者〜よみがえる過去の恐怖!!」（2000年9月10日、日本テレビ）[17]
- シンデレラになりたい!（2006年3月18日、TBS） - 鳴海坂凡 / 鳴海坂剣 役（※一人二役）[21]
- 劇団演技者。「インテリジェンス」（2006年6月28日 - 7月26日、フジテレビ） - はじめ君 役[121]
- 関ジャニ∞青春ドラマシリーズ（関西テレビ）[122]
  - ダブル(複体)（2006年12月28日） - 大倉 役
  - 蹴鞠師（2006年12月29日） - 七海慎一 役
- 必殺シリーズ（朝日放送・テレビ朝日） - からくり屋の源太 役
  - 必殺仕事人2007（2007年7月7日）[123]
  - 必殺仕事人2009 新春スペシャル（2009年1月4日）[124]
  - 必殺仕事人2009 第1話 - 第12話・最終話[注 7]（2009年1月9日 - 4月17日・6月26日）[26][125]
- 歌姫（2007年10月12日 - 12月21日、TBS） - 神宮寺くん（後のジェームス） 役[24]
- ヤスコとケンジ（2008年7月12日 - 9月20日、日本テレビ） - 椿純 役[126]
- ROMES/空港防御システム（2009年10月15日 - 12月10日、NHK総合） - 成嶋優弥 役[28]
- GM〜踊れドクター（2010年7月18日 - 9月19日、TBS） - 本木健介 役[127]
- 生まれる。（2011年4月22日 - 6月24日、TBS） - 林田太一 役[128]
- 生きてるだけでなんくるないさ（2011年8月20日、日本テレビ） - 工藤翔太 役（友情出演）[129]
- 三毛猫ホームズの推理（2012年4月14日 - 6月23日、日本テレビ） - 石津良平 役[130]
- パパドル!（2012年4月19日 - 6月28日、TBS） - 大倉忠義（本人）役[131]
  - パパドル! 特別編（2012年5月3日）[132]
- お天気お姉さん（2013年4月12日 - 6月7日、テレビ朝日） - 青木豪太 役[133]
- Dr.DMAT（2014年1月9日 - 3月20日、TBS） - 八雲響 役[31]
- はなちゃんのみそ汁（2014年8月30日、日本テレビ） - 安武信吾 役[134]
- ドS刑事（2015年4月11日 - 6月20日、日本テレビ） - 代官山修介 役[135]
- モンテ・クリスト伯 -華麗なる復讐-（2018年4月19日 - 6月14日、フジテレビ） - 南条幸男 役[136]
- 知ってるワイフ（2021年1月7日 - 3月18日、フジテレビ） - 剣崎元春 役[137]
- 年下彼氏2 episode12「ぼくらの推し活」（2024年11月24日、朝日放送） - 男性客 役（特別出演）[138]

#### 再現ドラマ
- 関ジャニQ展開!（TBS）
  - 「ジャパネットたかたが超人気番組に!なぜ?」（2018年10月9日） - 髙田明 役[139]
  - 「なぜ伸び悩むよしお兄さんが突然ブレイクできた?」（2019年6月22日） - 小林よしひさ 役[140]

### 映画
- 大奥（2010年10月1日公開／金子文紀監督、松竹・アスミック・エース） - 鶴岡 役[29]
- エイトレンジャー（2012年7月28日公開／堤幸彦監督、東宝） - 大川良介 / グリーン 役[注 8][141]
  - エイトレンジャー2（2014年7月26日公開）[142]
- 100回泣くこと（2013年6月22日公開／廣木隆一監督、ショウゲート） - 藤井秀一 役[30]
- クローバー（2014年11月1日公開／古澤健監督、東宝） - 柘植暁 役[143]
- 疾風ロンド（2016年11月26日公開／吉田照幸監督、東映） - 根津昇平 役[144]
- 窮鼠はチーズの夢を見る（2020年9月11日公開[注 9]／行定勲監督、ファントム・フィルム） - 大伴恭一 役[147]

### オリジナルビデオ
- 8UPPERS FEATURE MUSIC FILM（2010年10月20日発売[注 10]／中村哲平監督） - ジョニー 役[注 8][149][150]

### 舞台
- KYO TO KYO（シアター1200）
  - 春公演（1998年4月18日 - 7月12日）[151]
  - サマーフェスティバル（1998年7月18日 - 8月31日）[151]
  - 秋公演 （1998年9月6日 - 11月29日）[151]
- ANOTHER（2002年8月4日 - 25日、大阪松竹座） - 島の男 役[86]
- 関ジャニ∞ サマースペシャル（大阪松竹座）[注 8]
  - DOUTON BOYS（2003年8月2日 - 24日） - ヨシ 役[152]
  - サマー・ストーム（2004年8月7日 - 29日） - 若松祐樹 役[153]
  - Magical Summer（2005年8月5日 - 28日） - エルフィン 役[154]
  - Another's "ANOTHER"（2006年8月3日 - 27日） - コウダ・シュンジ 役[155]
- DREAM BOY シリーズ
  - DREAM BOY（2004年1月8日 - 31日、帝国劇場）[156]
  - DREAM BOY（2004年、梅田コマ劇場）
    - KAT-TUN & 関ジャニ8編（4月30日 - 5月7日）[注 11][156]
    - タッキー編（5月8日 - 5月21日）[156]

  - Hey! Say! DREAM BOY（2005年4月27日 - 5月15日、梅田芸術劇場） - オオクラ 役[注 11][157]
  - KAT-TUN VS 関ジャニ∞ DREAM BOYS（2006年1月3日 - 29日、帝国劇場） - オオクラ 役[注 11][155]
- 滝沢演舞城（2006年3月7日 - 4月25日、新橋演舞場） - 武蔵坊弁慶 役[158]
- Endless SHOCK（2008年1月6日 - 2月26日、帝国劇場） - オオクラ 役[159]
- 蜘蛛女のキス（2017年5月27日 - 6月18日、東京グローブ座） - ヴァレンティン 役[38]
- 夜への長い旅路（2021年6月7日 - 7月4日、Bunkamuraシアターコクーン / 7月9日 - 18日、京都劇場） - ジェイムズ・タイローン・ジュニア（ジェイミー） 役[160][161]

### 劇場アニメ
- 映画クレヨンしんちゃん 嵐を呼ぶ黄金のスパイ大作戦（2011年4月16日公開、東宝） - マッシュ 役[162]（友情出演）

### テレビ番組
- 関ジャニ∞のTheモーツァルト 音楽王No.1決定戦（2015年9月25日 - 2020年9月25日、テレビ朝日） - MC[注 12][163]
- 答えのない"アイドル"という仕事 密着 関ジャニ∞大倉忠義（2022年12月29日、NHK総合）[164][165]

### ラジオ
- 関ジャニ∞大倉忠義 日曜日好っきゃねん（2013年 - 2015年、ニッポン放送） - パーソナリティ[166]
  - 関ジャニ∞大倉忠義 日曜日好っきゃねん（2013年4月7日 - 2014年3月23日）
  - 関ジャニ∞大倉忠義 ラジオ好っきゃねん（2014年4月5日 - 2015年3月28日）
- オールナイトニッポンサタデースペシャル 大倉くんと高橋くん（2015年4月4日 - 2020年3月28日、ニッポン放送） - パーソナリティ[33][34][35][注 13]

### CM・広告・コラボレーション
- 大塚製薬
  - オロナミンC（2006年7月） - 錦戸亮と共演
- 森永製菓
  - 小枝（2022年4月 - 10月） - AmBitiousと共演[167][注 14]
- DONUTS
  - ジョブカン（2023年4月）[168]
- エターナルホスピタリティグループ
  - 鳥貴族（2025年5月）[53]

### インターネット配信
- 39やん!オンライン飲み会（2024年5月17日、FAMILY CLUB online）[169]

## 受賞歴
- 2007年度
  - TV LIFE 第17回 年間ドラマ大賞2007 新人賞 第3位（『歌姫』）[170]
- 2012年度
  - 第9回 ドラマ・オブ・ザ・イヤー2012 2012年4月期 助演男優賞 第3位（『三毛猫ホームズの推理』）[171]
  - 第16回 日刊スポーツ・ドラマグランプリ 2012年4月期 助演男優賞 第4位（『三毛猫ホームズの推理』）[172]

## ライブ
※グループ活動以外のライブやイベントのみ記述。
| 日程                               | ライブタイトル                     | 開催日 | 開催日 | 回数 | 会場                         |
| ---------------------------------- | ---------------------------------- | ------ | ------ | ---- | ---------------------------- |
| 全7公演 2006年8月29日 - 9月17日    | 渋谷すばる with 大倉BAND           | 8月    | 29日   | 2    | 東京国際フォーラム（東京都） |
| 全7公演 2006年8月29日 - 9月17日    | 渋谷すばる with 大倉BAND           | 8月    | 30日   | 3    | 東京国際フォーラム（東京都） |
| 全7公演 2006年8月29日 - 9月17日    | 渋谷すばる with 大倉BAND           | 9月    | 17日   | 2    | 東京国際フォーラム（東京都） |
| 全27公演 2008年10月11日 - 11月30日 | 大倉忠義 コンサート 2008           | 10月   | 11日   | 2    | Johnny's Theater（東京都）   |
| 全27公演 2008年10月11日 - 11月30日 | 大倉忠義 コンサート 2008           | 10月   | 12日   | 2    | Johnny's Theater（東京都）   |
| 全27公演 2008年10月11日 - 11月30日 | 大倉忠義 コンサート 2008           | 10月   | 13日   | 2    | Johnny's Theater（東京都）   |
| 全27公演 2008年10月11日 - 11月30日 | 大倉忠義 コンサート 2008           | 10月   | 14日   | 1    | Johnny's Theater（東京都）   |
| 全27公演 2008年10月11日 - 11月30日 | 大倉忠義 コンサート 2008           | 10月   | 16日   | 1    | Johnny's Theater（東京都）   |
| 全27公演 2008年10月11日 - 11月30日 | 大倉忠義 コンサート 2008           | 10月   | 17日   | 2    | Johnny's Theater（東京都）   |
| 全27公演 2008年10月11日 - 11月30日 | 大倉忠義 コンサート 2008           | 10月   | 18日   | 2    | Johnny's Theater（東京都）   |
| 全27公演 2008年10月11日 - 11月30日 | 大倉忠義 コンサート 2008           | 10月   | 19日   | 2    | Johnny's Theater（東京都）   |
| 全27公演 2008年10月11日 - 11月30日 | 大倉忠義 コンサート 2008           | 10月   | 20日   | 1    | Johnny's Theater（東京都）   |
| 全27公演 2008年10月11日 - 11月30日 | 大倉忠義 コンサート 2008           | 10月   | 21日   | 1    | Johnny's Theater（東京都）   |
| 全27公演 2008年10月11日 - 11月30日 | 大倉忠義 コンサート 2008           | 11月   | 22日   | 1    | シアターBRAVA!（大阪府）     |
| 全27公演 2008年10月11日 - 11月30日 | 大倉忠義 コンサート 2008           | 11月   | 23日   | 2    | シアターBRAVA!（大阪府）     |
| 全27公演 2008年10月11日 - 11月30日 | 大倉忠義 コンサート 2008           | 11月   | 24日   | 2    | シアターBRAVA!（大阪府）     |
| 全27公演 2008年10月11日 - 11月30日 | 大倉忠義 コンサート 2008           | 11月   | 25日   | 1    | シアターBRAVA!（大阪府）     |
| 全27公演 2008年10月11日 - 11月30日 | 大倉忠義 コンサート 2008           | 11月   | 26日   | 1    | シアターBRAVA!（大阪府）     |
| 全27公演 2008年10月11日 - 11月30日 | 大倉忠義 コンサート 2008           | 11月   | 29日   | 2    | シアターBRAVA!（大阪府）     |
| 全27公演 2008年10月11日 - 11月30日 | 大倉忠義 コンサート 2008           | 11月   | 30日   | 2    | シアターBRAVA!（大阪府）     |
| 全3公演 2024年7月11日・18日        | Tadayoshi Ohkura 39 party Go green | 7月    | 11日   | 1    | Zepp Osaka Bayside（大阪府） |
| 全3公演 2024年7月11日・18日        | Tadayoshi Ohkura 39 party Go green | 7月    | 18日   | 2    | Zepp Haneda（東京都）        |

## 楽曲制作
- 特記がない限りSUPER EIGHT（関ジャニ∞）の作品・メンバー。
- 「初収録作品」にて、特定形態のみの収録などの詳細については個々のページを参照。

### CD収録曲（楽曲制作）
| 曲名                              | 担当       | アーティスト           | 初収録作品                         | 作品コード | 備考      |
| --------------------------------- | ---------- | ---------------------- | ---------------------------------- | ---------- | --------- |
| ∞レンジャー                       | 作詞       | 関ジャニ∞              | ER                                 | 128-7152-4 | [ 注 15 ] |
| ∞SAKAおばちゃんROCK               | 作詞       | 関ジャニ∞              | ∞SAKAおばちゃんROCK/大阪ロマネスク | 132-2489-1 | [ 注 16 ] |
| まもりたい                        | 作詞       | 大倉忠義               | KJ2 ズッコケ大脱走                 | 141-2031-3 |           |
| ∞o'clock 08                       | 作詞       | 関ジャニ∞              | 無責任ヒーロー                     | 126-6072-8 | [ 注 17 ] |
| fuka-fuka Love the Earth          | 作詞       | 関ジャニ∞              | 無責任ヒーロー                     | 151-1016-8 | [ 注 18 ] |
| no-no-no                          | 作詞       | 大倉忠義               | PUZZLE                             | 1A1-2449-1 |           |
| 『って!!!!!!!』                   | 作詞       | 関ジャニ∞              | 8UPPERS                            | 701-2557-1 | [ 注 19 ] |
| 夜な夜な☆ヨーNIGHT                | 作詞       | 村上・安田・大倉       | FIGHT                              | 181-4604-0 | [ 注 20 ] |
| 狩(仮)                            | 作詞       | 横山・渋谷・安田・大倉 | JUKE BOX                           | 708-6016-5 | [ 注 21 ] |
| All is well                       | 作詞       | 関ジャニ∞              | JUKE BOX                           | 708-6015-7 | [ 注 17 ] |
| 元気が出るSONG                    | 作詞・作曲 | 関ジャニ∞              | 関ジャニ∞の元気が出るCD!!          | 713-6625-3 | [ 注 22 ] |
| my store 〜可能性を秘めた男たち〜 | 作詞       | 丸山・安田・大倉       | 関ジャニ∞の元気が出るCD!!          | 214-6958-0 | [ 注 23 ] |
| My Story                          | 作詞       | 関ジャニ∞              | 友よ                               | 731-3592-5 |           |
| Re:LIVE                           | 作詞       | 関ジャニ∞              | Re:LIVE                            | 256-2415-6 | [ 注 24 ] |
| クリームシチュー                  | 作詞・作曲 | 関ジャニ∞              | ひとりにしないよ                   | 263-0626-3 | [ 注 22 ] |

### CD未収録曲（楽曲制作）
※初収録された映像作品を記述。
| 曲名                   | 担当       | アーティスト           | 初収録作品                             | 作品コード | 備考      |
| ---------------------- | ---------- | ---------------------- | -------------------------------------- | ---------- | --------- |
| ∞o'clock               | 作詞       | 関ジャニ∞              | Spirits!!                              | 126-6072-8 | [ 注 17 ] |
| 最後の涙               | 作詞       | 大倉忠義               | 未収録                                 | 154-6043-6 |           |
| だってアイドルだもん!! | 作詞       | 大倉忠義               | 超DOME TOUR 二十祭                     | 154-6039-8 |           |
| ありがとう             | 作詞・作曲 | 横山・渋谷・安田・大倉 | KANJANI∞ LIVE TOUR JUKE BOX（特典DVD） | 500-9977-9 | [ 注 25 ] |
| Butterfly I Loved      | 作詞       | 大倉忠義               | 関ジャニズム LIVE TOUR 2014≫2015       | 134-1061-0 |           |
| Hopeful melody         | 作詞       | グリーンレンジャー     | 関ジャニ'sエイターテインメント         | 224-5828-0 | [ 注 26 ] |
| ∞o'clock 19            | 作詞       | 関ジャニ∞              | 十五祭                                 | 126-6072-8 | [ 注 17 ] |
| SUPER ∞o'clock         | 作詞       | SUPER EIGHT            | 超DOME TOUR 二十祭                     | 126-6072-8 | [ 注 17 ] |

## 楽曲提供
| 曲名       | アーティスト      | 担当 | 収録作品               | 作品コード | 備考 |
| ---------- | ----------------- | ---- | ---------------------- | ---------- | ---- |
| My dreams  | 関西ジャニーズJr. | 作詞 | ジャニーズJr.『素顔4』 | 242-0370-0 |      |
| Can't stop | 関西ジャニーズJr. | 作詞 | ジャニーズJr.『素顔4』 | 242-0657-1 |      |

## ソロ・ユニット曲

### CD収録曲（ソロ・ユニット曲）
- 表記は発売および収録順。
- 「初収録作品」にて、特定形態のみの収録などの詳細については個々のページを参照。

| タイトル                   | クレジット                                                                  | 初収録作品         | 作品コード | 備考 |
| -------------------------- | --------------------------------------------------------------------------- | ------------------ | ---------- | ---- |
| まもりたい                 | 作詞：大倉忠義 作曲：宮崎歩、亜美 編曲：佐藤泰将                            | KJ2 ズッコケ大脱走 | 141-2031-3 |      |
| no-no-no                   | 作詞：大倉忠義 作曲：Erik Lewander, Iggy Strange-Dahi, R.P.P 編曲：加藤祐介 | PUZZLE             | 1A1-2449-1 |      |
| きっと幸せがキミを待ってる | 作詞・作曲：市川喜康 編曲：大西省吾                                         | 8UPPERS            | 500-5981-5 |      |
| One more night             | 作詞：宮本美季 作曲：宮本美季、koyabin 編曲：UTA                            | 8BEAT              | 268-1785-3 |      |

| タイトル                          | クレジット                                                       | メンバー         | 初収録作品                | 作品コード | 備考 |
| --------------------------------- | ---------------------------------------------------------------- | ---------------- | ------------------------- | ---------- | ---- |
| 太陽の子供                        | 作詞：MASA 作曲：馬飼野康二 編曲：長岡成貢                       | 横山・村上・丸山 | KJ1 F・T・O               | 130-3709-9 |      |
| Carnival                          | 作詞・作曲：樋口了一 編曲：森俊之                                | 丸山             | KJ1 F・T・O               | 130-3712-9 |      |
| それでイイんじゃない              | 作詞・作曲：成海カズト 編曲：石塚知生                            | 村上・錦戸       | KJ1 F・T・O               | 130-3729-3 |      |
| ONE                               | 作詞：SUBARU 作曲：安田章大 編曲：すばるBAND                     | 渋谷・丸山・安田 | KJ1 F・T・O               | 122-6124-6 |      |
| 二人の花                          | 作詞・作曲：mArt、3104 編曲：葉山拓亮                            | 丸山             | マイホーム                | 174-6417-0 |      |
| 夜な夜な☆ヨーNIGHT                | 作詞：村上信五、安田章大、大倉忠義 作曲：安田章大 編曲：久米康隆 | 村上・安田       | FIGHT                     | 181-4604-0 |      |
| 狩(仮)                            | 作詞：ヨシャオ族 作曲・編曲：大西省吾                            | 横山・渋谷・安田 | JUKE BOX                  | 708-6016-5 |      |
| アダムとイヴ                      | 作詞：SHIKATA 作曲・編曲：SHIKATA、REO                           | 横山             | 関ジャニズム              | 205-5673-0 |      |
| my store 〜可能性を秘めた男たち〜 | 作詞：関ジミ3 作曲：TAKESHI、丸山隆平 編曲：高橋浩一郎           | 丸山・安田       | 関ジャニ∞の元気が出るCD!! | 214-6958-0 |      |
| Steal your love                   | 作詞：SHIKATA 作曲：SHIKATA、KAY 編曲：Peach                     | 錦戸             | パノラマ                  | 715-8846-9 |      |
| ノスタルジア                      | 作詞：田中秀典 作曲・編曲：蔦谷好位置                            | 丸山・安田・錦戸 | ジャム                    | 229-0987-7 |      |

### CD未収録曲（ソロ・ユニット曲）
- 表記は50音順。
- JASRAC公式サイトの「作品データベース検索サービス」[178]の検索結果をもとに記述。

| タイトル               | クレジット                              | 初収録作品                       | 作品コード | 備考      |
| ---------------------- | --------------------------------------- | -------------------------------- | ---------- | --------- |
| 最後の涙               | 作詞：大倉忠義 作曲：中條美沙           | 未収録                           | 154-6043-6 |           |
| だってアイドルだもん!! | 作詞：大倉忠義 作曲・編曲：大西省吾     | 超DOME TOUR 二十祭               | 154-6039-8 |           |
| Butterfly I Loved      | 作詞：大倉忠義 作曲：Mo'doo-!           | 関ジャニズム LIVE TOUR 2014≫2015 | 134-1061-0 |           |
| Hopeful melody         | 作詞：グリーンレンジャー 作曲：長橋健一 | 関ジャニ'sエイターテインメント   | 224-5828-0 | [ 注 30 ] |

| タイトル      | クレジット                                             | メンバー         | 初収録作品                             | 作品コード | 備考       |
| すばるBAND    | すばるBAND                                             | すばるBAND       | すばるBAND                             | すばるBAND | すばるBAND |
| ------------- | ------------------------------------------------------ | ---------------- | -------------------------------------- | ---------- | ---------- |
| Soul way      | 作詞：SUBARU 作曲：安田章大                            | 渋谷・丸山・安田 | 未収録                                 | 111-5171-4 |            |
| Down up↑      | 作詞：SUBARU 作曲：安田章大                            | 渋谷・丸山・安田 | 未収録                                 | 140-7441-9 |            |
| High Position | 作詞：SUBARU 作曲：安田章大                            | 渋谷・丸山・安田 | 未収録                                 | 137-0152-5 |            |
| その他        |                                                        |                  |                                        |            |            |
| 明日          | 作詞・作曲：Gajin                                      | 丸山・安田       | Spirits!!                              | 126-6062-1 |            |
| ありがとう    | 作詞・作曲：横山裕、渋谷すばる、安田章大、大倉忠義     | 横山・渋谷・安田 | KANJANI∞ LIVE TOUR JUKE BOX（特典DVD） | 500-9977-9 |            |
| Glorious      | 作詞：Samuel Waermo 作曲・編曲：Samuel Waermo, TJ Mixx | 渋谷・錦戸       | PUZZLE（特典DVD）                      | 1A0-1387-7 |            |
| torn          | 作詞：白鷺剛 作曲：飯岡隆志 編曲：CHOKKAKU             | 錦戸             | 無責任ヒーロー（特典DVD）              | 151-0963-1 |            |
| モナコブルー  | 作詞・作曲：出口雅之                                   | 丸山・安田       | 未収録                                 | 128-7134-6 |            |

## 参加作品
- 音源化されている楽曲のみ記述。
- SUPER EIGHT（関ジャニ∞）への参加は割愛。

| 発売日       | 曲名         | アーティスト   | 収録作品 | 備考 |
| ------------ | ------------ | -------------- | -------- | ---- |
| 2009年2月4日 | 鏡花水月     | The SHIGOTONIN | 鏡花水月 |      |
| 2009年2月4日 | 涙枯れるまで | The SHIGOTONIN | 鏡花水月 |      |

## プロデュース・演出
※基本的に全ての関西ジャニーズJr.の演出およびプロデュースを担当しているが、本節では公に公開されているグループおよび公演を記述する。

### プロデュース
- なにわ男子（2018年 - ）[41]
- Lil かんさい（2019年 - 2025年）[40]
- Boys be（2020年 - ）[179]
- AmBitious（2021年 - ）[180]

### 演出・構成
※SUPER EIGHT（関ジャニ∞）や自身がプロデュースを務めるグループは割愛。
| 年     | 日程                     | タイトル                                                                       | 担当               | 備考      |
| ------ | ------------------------ | ------------------------------------------------------------------------------ | ------------------ | --------- |
| 2018年 | 10月24日 - 11月4日       | 関西ジャニーズ Jr. LIVE 2018 Fall in LOVE〜秋に関ジュに恋しちゃいなよ〜        | 演出・構成         |           |
| 2018年 | 11月30日 - 12月25日      | X'mas Party!!2018                                                              | 演出・構成         | [ 注 32 ] |
| 2019年 | 1月3日・4日              | 関西ジャニーズJr. LIVE 2019 Happy 2 year!!〜今年も関ジュとChu Year!!〜         | 演出・構成         | [ 注 32 ] |
| 2020年 | 1月11日 - 13日           | 関ジュ 夢の関西アイランド 2020 in 京セラドーム大阪 〜遊びにおいでや!満足100%〜 | プロデュース       |           |
| 2021年 | 3月1日 - 31日            | ANOTHER 新たなる冒険                                                           | 監修               |           |
| 2021年 | 12月19日 - 2022年1月10日 | 関西ジャニーズJr. LIVE 2021-2022 THE BEGINNING〜狼煙〜                         | プロデュース       |           |
| 2022年 | 1月31日 - 3月6日         | THE BEGINNING〜笑劇〜                                                          | 企画・プロデュース |           |
| 2023年 | 2月1日 - 26日            | アンビリーバボー                                                               | 企画               |           |
| 2024年 | 4月10日 - 5月30日        | WE ARE! Let's get the party STARTO!!                                           | 演出               |           |

## ブログ
※特記の無い限り、大倉自身によるブログ。
- Johnny's web→FAMILY CLUB web[注 33]
  - 倉'mas（2006年 - 2020年）
    - 倉'mas（2006年12月18日 - 12月25日）
    - 倉'masリターンズ またきみに会えたね（2007年10月12日 - 12月25日）
    - 倉'yas（2009年9月17日 - 12月25日） - 安田との共同連載[187]
    - 帰ってきたくらすます episode8 〜君と僕、時々白米〜（2012年10月25日 - 2013年1月4日）
    - 倉'mas0（2014年10月14日 - 12月25日）[188]
    - くらすます 〜関ジュに恋しちゃったよ〜（10月26日 - 11月19日）[189]
    - ウルトラハイパーくらすます 全国制覇への戦いの日々（2019年10月25日 - 12月25日）[190]
    - ウルトラハイパーくらすます2020 全国制覇への戦いの日々（2019年10月25日 - 12月25日）[191]

  - くらりある（2008年2月14日 - 5月17日）
  - Oclub（2021年2月10日 - 2025年4月21日〈予定〉）[192][193]

## J-pop Legacy
株式会社J-pop Legacy（ジェーポップ レガシー）は、日本の株式会社。代表取締役社長は大倉忠義。2024年7月29日に設立された。
SUPER EIGHTのメンバーとしての活動と並行して後輩のプロデュースを行ってきた大倉が、タレントのプロデュース・育成、コンテンツ開発・企画・制作などを目的に設立した。
設立の背景として、大倉がこれまで取り組んできた「エンターテインメントを自分なりに自由に表現したい」という考えや、「40歳に差し掛かる今、新たなチャレンジをしたい」という想いがあり、後輩タレントとともにコンテンツを作り上げ、日本のエンタメカルチャーを大切にしながら、「人々の心に残るコンテンツ」を世の中に発信していこうと考えたのだという。また、設立当日に自身のブログにて、
「世界がストップしてしまうような出来事、会社の体制の変化も（会社設立の）きっかけになった」と綴っている。
会社の設立日である2024年7月29日は、天赦日・一粒万倍日・大安・母倉日と縁起の良い日が重なる「最強開運日」とされる。
なお、大倉のタレントとしての個人活動およびSUPER EIGHTのメンバーとしての活動時は引き続きSTARTO ENTERTAINMENTに所属する。
2025年2月に大倉が結婚を発表した際に、関係各所に結婚報告と共に贈ったメッセージカードや菓子には同社のロゴマークがあしらわれ、メッセージカードの大倉の名前部分には「株式会社J-pop Legacy」と「代表取締役」が併記された。
2025年4月26日、STARTO ENTERTAINMENTと業務委託契約を締結したことを発表。同年5月より、STARTO ENTERTAINMENTが担っていたジュニアの育成・発掘、対象アーティストのプロデュース業務をJ-pop Legacyが担当予定。